# Prontschischtschew-Rücken
Der Prontschischtschew-Rücken (russisch Кряж Прончищева) ist ein bis 291 m hohes Mittelgebirge des Nordsibirischen Tieflandes, im Norden von Sibirien, Russland und im Nordwesten der Republik Sacha (Jakutien) (Asien).

## Geographische Lage
Der Prontschischtschew-Rücken liegt als felsige Gebirgskette im Osten des Nordsibirischen Tieflandes durchschnittlich knapp 770 km nördlich des nördlichen Polarkreises und direkt südlich der zum Nordpolarmeer gehörenden Laptewsee. Sie befindet sich etwa zwischen den Mündungen der Flüsse Anabar (mit Anabarbucht und Anabargolf) im Westen und Olenjok (mit Olenjokgolf) im Osten.
Das Gebirge mit teils plateauartigen Erhebungen ist maximal etwa 300 km lang. Seine durchschnittliche Höhe liegt zwischen 100 und 200 m, eine seiner höchsten Erhebungen heißt Chajalach (270 m) und seine höchste ist eine etwas ostsüdöstlich davon gelegenen namenlose Erhebung (ca. 291 m). Das Gebirge ist unbewohnt.

## Geologie, Klima und Fauna
Geologisch betrachtet besteht das Gebirge aus mesozoischen Sandsteinen und Schiefern. Die Winter sind extrem kalt und lang, die Sommer kalt und kurz. Aufgrund der nördlichen Lage und der Nähe der arktischen Laptewsee herrschen Permafrostboden, Frostschuttwüsten und Tundra mit typischer Vegetation aus Moosen und Flechten vor.

## Geschichte und Namensursprung
Der russische Polarforscher Eduard Toll (1858–1902) war der erste Forscher, der die Landschaft zwischen Anabar und westlichem Popigai und den etwas östlich der Anabarbucht zwischen Anabar und östlichem Olenjok gelegenen Höhenzug Prontschischtschew-Rücken im Jahr 1893 kartierte. Er gab dem Kleingebirge zu Ehren des russischen Entdeckers und Polarforschers Wassili Prontschischtschew (1702–1736), dessen Expedition den Gebirgsrücken erreichte und der sie 1735 beschrieb, den heutigen Namen.